# 大畑ゆかり
大畑 ゆかり（おおはた ゆかり、5月21日 -）は、日本の女優。神奈川県出身。

## 経歴
1976年、劇団四季付属演劇研究所に入所。退団後はテレビや映画に出演する。1991年ウィッシュボンプロジェクトを結成し、野外劇を開始。1992年より松竹歌劇団の演劇講師。昭和音楽芸術学院、日本工学院専門学校、劇団四季研究所といった劇団や学校でも講師を務めた。1996年、劇団ファイ・カンパニーを結成、脚本・演出。2011年株式会社ファイ・カンパニー設立。

## 出演作品

### テレビドラマ
- 野々村病院物語（1981年、TBS） - 川原早苗
- さよなら三角またきて四角（1982年、TBS） - 河相スズ子[5]
- おしん（1983年、NHK） - 川辺梅子[5]
- 山河燃ゆ（1984年、NHK）[4]

### 映画
- ひめゆりの塔（1982年、東宝） - 安座間京子（南隊）[6]